# Canet-en-Roussillon
Canet-en-Roussillon – miejscowość i gmina we Francji, w regionie Oksytania, w departamencie Pireneje Wschodnie.
Według danych na rok 1990 gminę zamieszkiwało 7575 osób, a gęstość zaludnienia wynosiła 338 osób/km² (wśród 1545 gmin Langwedocji-Roussillon Canet-en-Roussillon plasuje się na 29. miejscu pod względem liczby ludności, natomiast pod względem powierzchni na miejscu 327.). 

## Zabytki
Zabytki na terenie gminy posiadające status monument historique:
- Zamek w Canet-en-Roussillon (Château de Canet-en-Roussillon)
- Zamek Esparrou (Château de l'Esparrou)

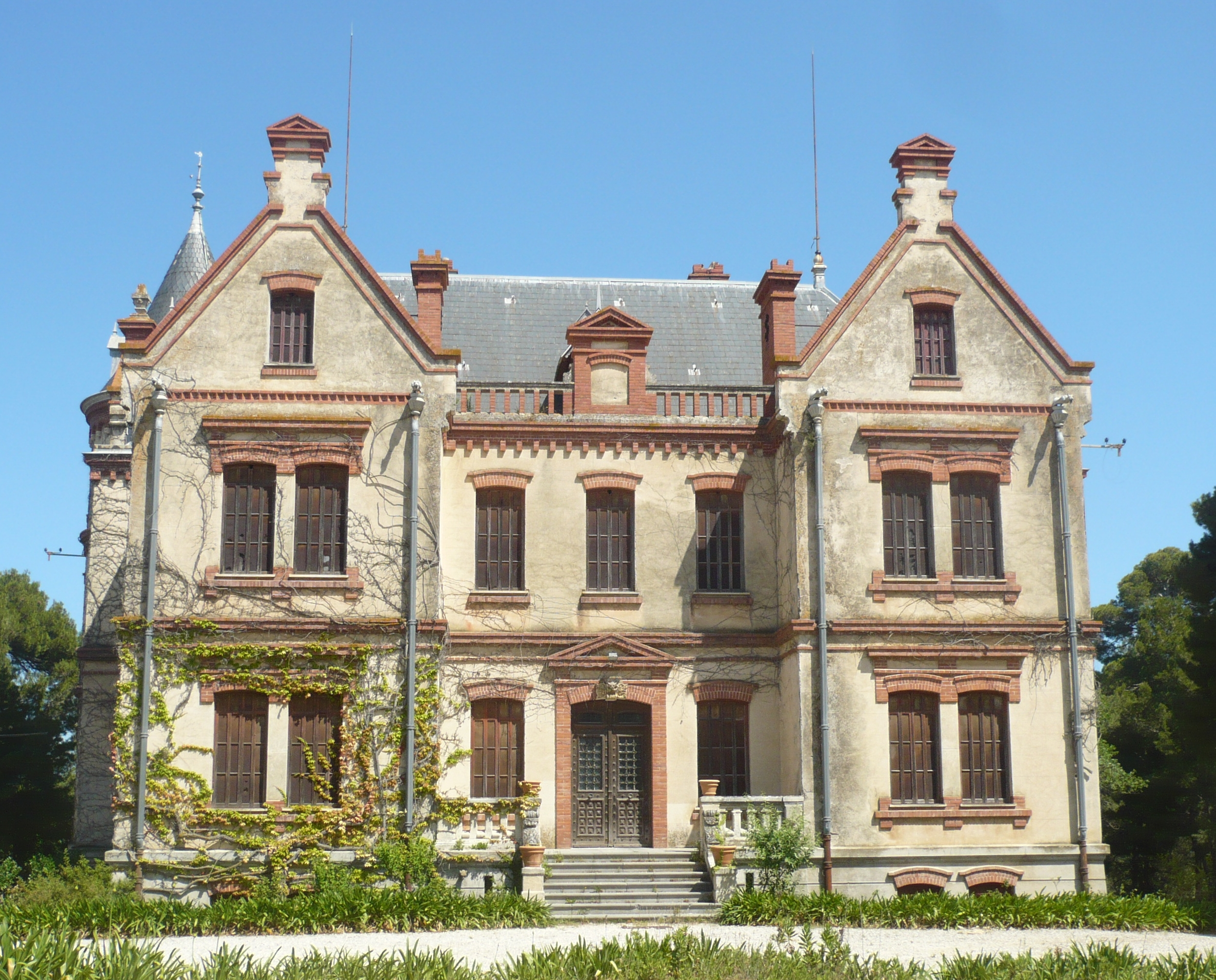
Zamek Esparrou (2014)

## Populacja

Populacja Canet-en-Roussillon w latach 1962-2008

## Miasta partnerskie
- Maynooth, Irlandia (2011)[2]